# 古島和雄
古島 和雄（ふるしま かずお、1921年10月11日 - 2004年4月26日）は、日本の歴史学者。専門は中国史。東京大学名誉教授。大東文化大学名誉教授。

## 生涯
1921年、長野県飯田市生まれ。1942年、旧制飯田中学を卒業。1943年、旧制浦和高等学校（現埼玉大学）を卒業。東京帝国大学文学部入学したが、徴兵により兵役に就いた。
1945年、太平洋戦争終結にともなって復員。東京帝国大学文学部に復学し、1948年に卒業した。東京大学大学院（旧制）に進んだが、1949年に退学して東洋文化研究所助手となった。1954年、東京大学社会科学研究所助教授に就任。1967年、同研究所教授に昇格。1978年から1983年まで、現代中国学会代表幹事を務めた。1982年、東京大学を定年退官し、名誉教授となった。その後は大東文化大学文学部教授として教鞭をとった。1985年より、大東文化大学東洋研究所所長。1993年、大東文化大学を退職して名誉教授となった。

## 研究内容・業績
指導を受けた学生には、木間正道（中国法制史学者、明治大学名誉教授）らがいる。

## 家族・親族
- 親族：実兄[4]古島敏雄は日本経済史・農業史研究者。東京大学名誉教授。

## 主要著書
- 山本秀夫・野間清 編『中国農村革命の展開』アジア経済研究所〈アジア経済調査研究双書〉、1972年。 NCID BN01378352。

執筆：「旧中国における土地所有とその性格」
- 東京大学社会科学研究所 編『現代社会主義：その多元的諸相』東京大学出版会〈東京大学社会科学研究所研究報告〉、1977年。 NCID BN00609722。

執筆：「毛沢東思想とプロレタリア文化大革命」
- 『中国近代社会史研究』研文出版〈東京大学社会科学研究所研究叢書〉、1982年。 NCID BN00634402。 - 1950-1972年までの22年間に発表された論文13篇収録[5]

## 参考
- 「古島和雄教授略歴・主要著作目録」『社会科学研究　第33巻第4号』東京大学社会科学研究所、1981年11月14日刊行